# كوندرول

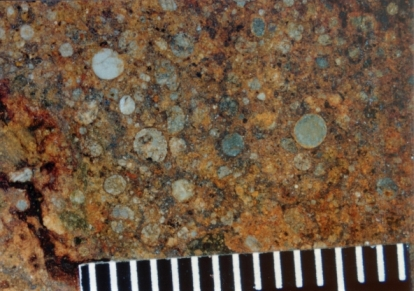
الكوندريلات في تصنيف كوندريت "غراسلاند". أنظر مقياس المليمتر.

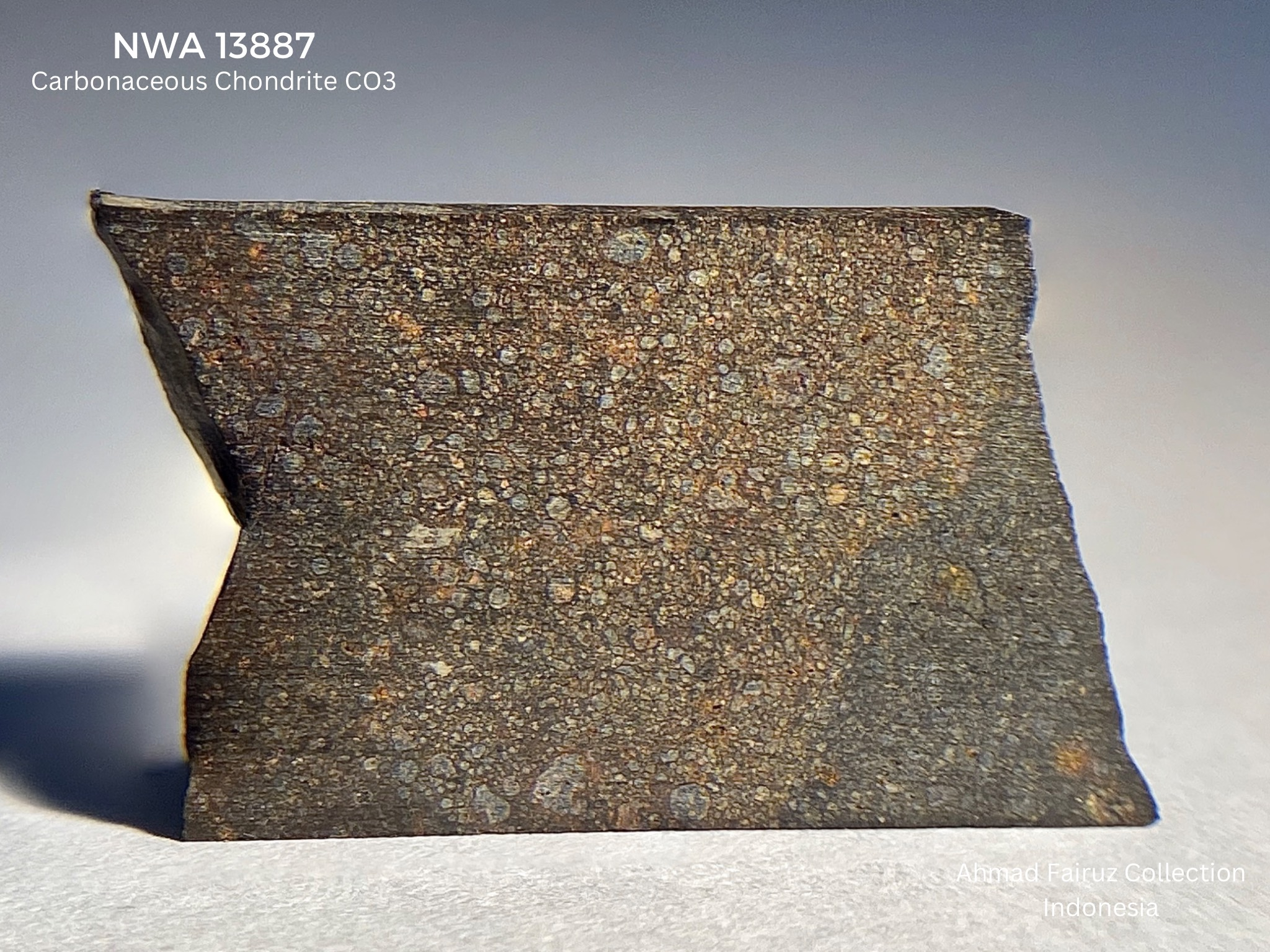
الكوندريلات في الكوندريت الكربوني NWA 13887

الكوندرول (من الكلمة اليونانية القديمة χόνδρος كوندروس ، أي حبة) هو حبة مستديرة توجد في الكوندريت . تتشكل الكوندرولات على شكل قطرات منصهرة أو منصهرة جزئيًا في الفضاء قبل أن تتراكم على الكويكبات الأم. نظرًا لأن الكوندريتات تمثل واحدة من أقدم المواد الصلبة داخل النظام الشمسي  ويُعتقد أنها اللبنات الأساسية للنظام الكوكبي ، فمن الطبيعي أن يكون فهم تكوين الكوندريلات مهمًا لفهم التطور الأولي للنظام الكوكبي.

## الوفرة والحجم

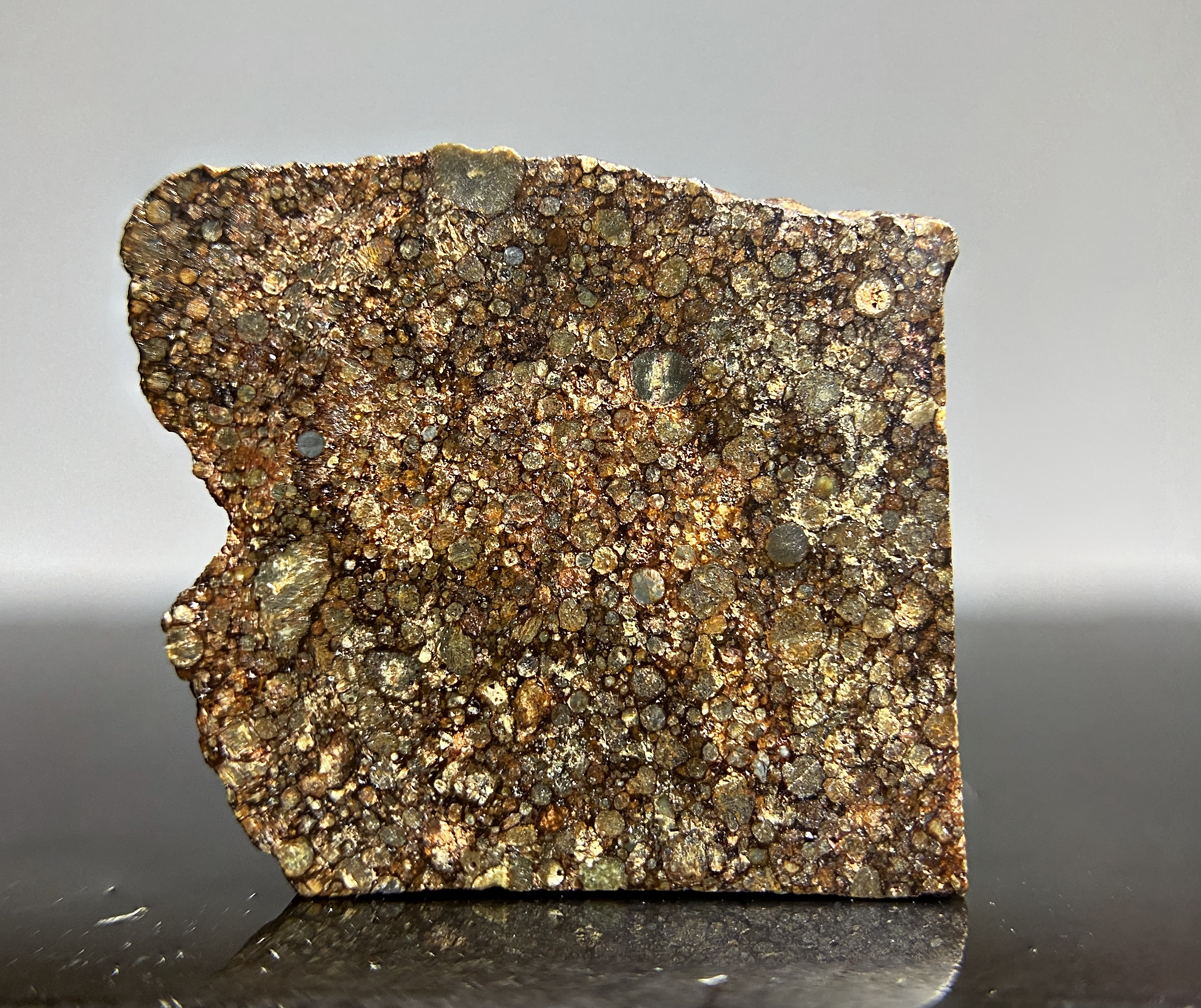
كوندريلات مكومة بــ CO3 في نيزك كوندريت كربوني NWA 10499

تحتوي أنواع مختلفة من النيازك الحجرية غير المعدنية والتي تسمى الكوندريتات على أجزاء مختلفة من الكوندريولات (انظر الجدول أدناه). بشكل عام، تحتوي الكوندريتات الكربونية على أصغر نسبة (من حيث الحجم) من الكوندريلات، بما في ذلك كوندريتات CI والتي، على نحو متناقض، لا تحتوي على أي كوندريلات على الرغم من تسميتها بالكوندريتات، في حين تحتوي الكوندريتات العادية والإينستاتيتية على معظمها. وبما أن الكوندريتات العادية تمثل 80% من النيازك التي تسقط على الأرض، ولأن الكوندريتات العادية تحتوي على 60-80% من الكوندريلات، فمن الطبيعي أن (باستثناء الغبار) معظم المواد النيزكية التي تسقط على الأرض تتكون من الكوندريلات.
يمكن أن يتراوح قطر الكوندرولات من بضعة ميكرومترات فقط إلى أكثر من 1 سنتيمتر (0.39 بوصة) . مرة أخرى، تحتوي الأنواع المختلفة من الكوندريتات على نطاقات مختلفة من أحجام الكوندريتات: فهي الأصغر في الكوندريتات CH وCM وCO (انظر تصنيف النيازك )، وكبيرة بشكل معتدل في الكوندريتات CR وCV وL وLL وR، والأكبر في بعض الكوندريتات CB (انظر الجدول). توجد مجموعات أخرى من الكوندريت في موقع وسيط بين هذه المجموعات. 
| مجموعة الكوندريت  | الوفرة (الحجم٪) | متوسط قطر (مم)                          |
| ----------------- | --------------- | --------------------------------------- |
| سي آي             | 0               | –                                       |
| سم                | 20              | 0.3                                     |
| أول أكسيد الكربون | 50              | 0.15                                    |
| السيرة الذاتية    | 45              | 1                                       |
| سي كيه            | 45              | 1                                       |
| سي آر             | 50–60           | 0.7                                     |
| CH                | 70              | 0.02                                    |
| سي بي             | 20–40           | 10 (مجموعة فرعية)، 0.2 (مجموعة فرعية ب) |
| ح                 | 60–80           | 0.3                                     |
| ل                 | 60–80           | 0.7                                     |
| ليرة لبنانية      | 60–80           | 0.9                                     |
| إي إتش            | 60–80           | 0.2                                     |
| اللغة الإنجليزية: | 60–80           | 0.6                                     |
| ر                 | > 40            | 0.4                                     |
| ك                 | 30              | 0.6                                     |

## علم المعادن وعلم الصخور
تتكون معظم الكوندريلات بشكل أساسي من معادن السيليكات أوليفين والبيروكسين ، وتحيط بها مادة الفلسباث التي قد تكون زجاجية أو بلورية. غالبًا ما توجد كميات صغيرة من المعادن الأخرى، بما في ذلك كبريتيد الحديد ( تروليت )، والنيكل المعدني ، والأكاسيد مثل الكروميت ، والفوسفات مثل الميرليت . قد تتكون الأنواع الأقل شيوعًا من الكوندريولات بشكل أساسي من مادة الفلسباث (إما زجاجية أو بلورية)، أو السيليكا ، أو الحديد-نيكل المعدنية والكبريتيدات.
تُظهر الكوندرولات مجموعة واسعة من الأنسجة، والتي يمكن رؤيتها عند تقطيع الكوندرول وتلميعه. تظهر بعض الأدلة النسيجية على تبريد سريع جدا من حالة منصهرة أو شبه منصهرة بالكامل. تسمى الكوندريلات الغنية بالبيروكسين والتي تحتوي على كتل دقيقة للغاية من البلورات الليفية التي يبلغ حجمها بضعة ميكرومترات فقط أو أصغر، وتسمى "كوندريلات مشفرة التبلور ". عندما تكون ألياف البيروكسين أكثر خشونة، فقد تبدو وكأنها تشع من موقع نووي واحد إلى السطح، مما يشكل نسيجًا شعاعيًا أو شبه شعاعي . قد تحتوي الكوندريولات الغنية بالزبرجد على صفائح متوازية من ذلك المعدن، محاطة بقشرة متصلة من الزبرجد وتحتوي على زجاج الفلسباث بين الصفائح؛ وتعرف هذه باسم النسيج المخطط . ومن بين السمات النسيجية الأخرى التي تمت مشاهدتها والتي هي بوضوح نتيجة للتبريد السريع جدا هي حبيبات الزبرجد الشجرية وكوندرولات زجاجية بالكامل.
في أغلب الأحيان، تُظهر الكوندريلات ما يُعرف بالملمس البورفيري . في هذه الحالة تكون حبيبات الزبرجد الزيتوني و/أو البيروكسين متساوية الأبعاد وأحيانًا متعددة الأسطح . وتتم تسميتها على أساس المعدن السائد فيها، أي الزبرجد الزيتوني البورفيريتي (PO)، والبيروكسين البورفيريتي (PP)، والبيروكسين الزبرفيريتي (POP). يبدو أنه من المرجح أن هذه الكوندرولات بردت بشكل أبطأ من تلك ذات النسيج الشعاعي أو المخطط، ومع ذلك فإنها قد تتصلب في غضون ساعات.
يختلف تركيب الزبرجد والبيروكسين في الكوندرولات على نطاق واسع، على الرغم من أن النطاق عادة ما يكون ضيقًا داخل أي كوندرول واحد. تحتوي بعض الكوندريولات على كمية قليلة جدًا من أكسيد الحديد ، مما ينتج عنه الزبرجد والبيروكسين القريبين من الفورستيريت Mg2SiO4 والإينستاتيت MgSiO3 في التركيب. يُطلق العلماء عادةً على هذه الكوندرولات اسم "النوع الأول "، وهي غالبًا ما تحتوي على كميات كبيرة من الحديد المعدني. تتكون الكوندرولات الأخرى تحت ظروف مؤكسدة أكثر وتحتوي على الزبرجد والبيروكسين مع كميات كبيرة من أكسيد الحديد (على سبيل المثال، الزبرجد بالصيغة(Mg,Fe)2SiO4 ). وتسمى هذه الكودرولات " بالنوع الثاني" . تحتوي معظم الكوندريتات على كوندريلات من النوع الأول والنوع الثاني مختلطة معًا، بما في ذلك تلك التي تحتوي على نسيج بورفيريتي وغير بورفيريتي، على الرغم من وجود استثناءات لهذا.

## التكوين
يُعتقد أن الكوندرولات قد تشكلت عن طريق التسخين السريع (المفاجئ) (في غضون دقائق أو أقل) وذوبان مجموعات من الغبار الصلبة ذات التركيب الشمسي تقريبًا تحت درجات حرارة تبلغ حوالي 1000 درجة كيلفن . تلك درجات الحرارة تكون أقل من تلك التي يُعتقد أن CAIs قد تشكلت تحتها.  ومع ذلك فإن البيئة المحيطة، ومصدر الطاقة للتدفئة، والمواد الأولية غير معروفة. السديم الشمسي أو البيئة الكوكبية الأولية هي أماكن محتملة للتكوين.
آليات التسخين المقترحة هي:
- التأثيرات بين الكواكب الصغيرة المنصهرة
- استئصال النيازك
- سديم داخلي ساخن
- انفجار شمسي مبكر من نوع FU Orionis
- تدفقات خارجية نشطة ثنائية القطب
- البرق السديمي
- التوهجات المغناطيسية
- موجات الصدمة في صدمات القرص الكوكبي الأولي [3]
- إشعاع المستعر الأعظم وموجة الصدمة

تشير الدراسات النظيرية للعناصر إلى أن انفجار مستعر أعظم قريب منا قد أضاف موادا جديدة إلى ما أصبح النظام الشمسي. تحتوي كوندريتات نينجتشيانج الكربونية على الكبريت -36 الناتج من الكلور -36. وبما أن عمر النصف للكلور-36 يبلغ 300 ألف عام فقط، فإنه لم يكن من الممكن أن يتحرك بعيداً عن منشئه. ويشير وجود الحديد-60 أيضًا إلى تواجد مستعر أعظم قريب.  ويشير هذا القرب إلى أن الإشعاع وموجة الصدمة كانتا كبيرتين، إلا أن درجة التسخين غير معروفة.
على النقيض من ذلك، يُفترض أن المصفوفة (النسيج) ذات الحبيبات الدقيقة، التي تندمج فيها الكوندريلات بعد تراكمها في الجسم الأم للكوندريتات قد تكون تكثفت مباشرة من السديم الشمسي.

## الأنواع
يمكن تصنيف الكوندرولات إلى أنواع نسيجية وفقًا لخصائص مثل مظهرها ولونها وملمسها وبنيتها البلورية.
| اسم                        | اختصار         | صورة |
| -------------------------- | -------------- | ---- |
| الزبرجد البورفيري          | ص.ب            |      |
| بيروكسين بورفيريتي         | ب ب            |      |
| بيروكسين أوليفين بورفيريتي | بوب            |      |
| البيروكسين الشعاعي         | آر بي          |      |
| الزبرجد الزيتوني المضلع    | بو             |      |
| كريبتوكلاستالين            | ج              |      |
| بيروكسين أوليفين حبيبي     | الحزب الجمهوري |      |
| الكوندرولات الزجاجية       | -              |      |

## للقراءة المتعمقة
- ولوتزكا ف.، هايد ف. (1995). النيازك: رسل من الفضاء ، دار نشر سبرينغر،(ردمك 0-387-58105-7)
- هيوينز RH، جونز RH ، وسكوت ERD المحررون. (1996). الكوندرولات والقرص الكوكبي الأولي ، مطبعة جامعة كامبريدج، المملكة المتحدة،(ردمك 0-521-55288-5)
- أوليفر بوتا، جيفري إل. بادا (2002). "المركبات العضوية خارج الأرض في النيازك"، المسوحات في الجيوفيزياء 23 (5): 411-467.دُوِي:10.1023/A:1020139302770دوى : 10.1023/أ:1020139302770 .
- فوجل ن. (2003). عمليات تكوين الكوندرولات وتراكمها في السديم الشمسي المبكر - أدلة من الغازات النبيلة في مكونات مختلفة من الكوندرات غير المتوازنة ، دار نشر أخرى، أوسنابروك،(ردمك 3-89959-055-4)

## روابط خارجية
- صورة توضيحية للكوندرولات - النيازك الأسترالية (Meteorites.com.au)
- الكوندرولات وأصولها